# ولادیمیر اسلاوینسکی
ولادیمیر اسلاوینسکی (چکی: Vladimír Slavínský؛ ۲۶ سپتامبر ۱۸۹۰ – ۱۶ اوت ۱۹۴۹) بازیگر، فیلمنامه‌نویس و کارگردان فیلم اهل کشور چکسلواکی بود.